# えびがわ町の妖怪カフェ
『えびがわ町の妖怪カフェ』（えびがわちょうのようかいカフェ）は、上田信舟による日本の漫画。著者・上田の地元を舞台にしたノスタルジックストーリー。『ヤングアニマル嵐』（白泉社）にて、2016年No.8から2018年No.7まで連載され、『嵐』休刊に伴い『ヤングアニマル』（同社刊）に移籍して2018年No.14号から2019年No.16まで連載された。

## あらすじ
高梨まなは霊感の持ち主であったことから、両親に疎まれる形で夏の間、岐阜の親戚に預けられることになった9歳の少女。東京から単身、ようやくえび川町にある叔父の家に辿り着いたまな。そんな彼女を待っていたのは、無愛想ながらも心優しい叔父の佐吉と素朴ながらも魅力ある彼の料理と、そこに棲む妖怪たちであった。

## 登場人物

### 人間
高梨まな（たかなし まな）
主人公。幽霊や妖怪と言った怪異の類が肉眼で見える体質。そのこともあり、疎まれる形で岐阜の叔父・佐吉に預けられたことから内向的で、陰のある表情を見せることもあるが、根は純粋な少女で、町に棲む妖怪たちとも打ち解けていく。
高梨佐吉（たかなし さきち）
えび川町の食堂「ようけ」を経営する中年男性。まなの叔父。無愛想、不器用、不精な人物で、彼女の父から送られた手紙に目を通していなかったため、彼女が実際に訪れるまで、預る約束について知らずにいた。経営者の端くれらしく、顧客を増やすことに執心しているが、一方で妖怪たちに食事を出しながら代金を取らないという変人ぶりを見せる。
霊感は無いが、特殊な櫛を持っており、そこから覗くことで怪異の類を知覚出来る。
終盤で死神を櫛を拾って（一時の気の迷いで盗み）不老不死（ただし黒髪は白くなり多少加齢してみえる）となったことが、本人の口から語られた。櫛を死神に返すことによって不死の縛は解け、髪の色も変化した（元の黒ではない）。怪異を知覚する力がどうなったかは不明。
「生まれは幕末」と語っているため、年齢は１６０歳前後と思われる。そのため、妻子とはすでに死別している。
まなの祖母
まなの祖母。まなの父の母でえび川町の高梨家の女性当主。優しく豪胆な人物だが、高齢のために病がちである。「家付き娘」として佐吉の秘密を聞かされて以来、彼の庇護者となる。「ようけ」の発案者でもあり、佐吉も高齢になった彼女に料理を届けている。
まなの中学進学のときも元気な姿を見せていたが、白髪が増えてより年老いた印象。少女時代に佐吉に淡い想いを寄せていた様子。

### 妖怪・人ならざるものたち
咲（さき）
最初にまなたちが出会う狐の妖怪。人間の前では女子高生の姿を取っている。町に現れることは少なかったが、供え物が殆ど来なくなったことからひもじさに耐えかね「ようけ」にやって来た縁でまなと知り合う。以後、仲良くなり、度々食堂に現れる。
座敷童子
まなが祖母の家で見かけた妖怪。仮の姿はまなより幼い少女。「甘くて黄色くて冷たいもの」食べたさに、まなに連れられて「ようけ」に現れる。
雅太郎（がたろう）
咲の知り合いに当たる妖怪。カワエロ(河童)。仮の姿は中性的な容貌の小学生だがしっかりしており、敬語で話す。
狸
谷汲山華厳寺でまなが出会った妖怪。仮の姿はよだれかけを付けた、まなの身長の半分ほどしかない童女。人間からも同じ妖怪からも相手にされず、同世代（？）の遊び相手を求めて、まなに接触する。
オイタババ
婚姻色となったハエ(オイカワ)を擬人化した妖怪。美女と見まごう美男子の姿を取っている。婚姻相手(あるいはその候補と思われる)らの賑やかさから逃れるため「ようけ」を訪れる。
竜神
まなたちの住居から約45km以上も離れた夜叉ヶ池に棲む。雨を降らせた（佐吉が暑さの余り、愚痴で言ってしまった）返礼と称し、近くの川で居合わせたまなを自分の“嫁”にするために攫う。
その際には神官風の若い男の姿を取って登場するが、普段は子供の姿のようであり「雨乞いに応じたら、嫁を貰ってもいい」と思い込んでいることからしてまだ幼いらしく、思考も単純である。まながお使いで携行していた唐揚げに味を占めてしまい、母親に叱られ改心して以後は、月毎に唐揚げを取りに「ようけ」に現れるようになった。
夜叉姫
竜神の母親。息子がまなを攫った際には寄り合いで家を空けていた。大昔に嫁いだため、現在の料理の作り方がわからず、唐揚げのような料理も作れない。

## 書誌情報
- 上田信舟 『えびがわ町の妖怪カフェ』 白泉社〈ヤングアニマルコミックス〉、全6巻
  1. 2017年2月28日発売 ISBN 978-4-592-14767-1
  2. 2017年8月29日発売 ISBN 978-4-592-14768-8
  3. 2018年2月28日発売 ISBN 978-4-592-14769-5
  4. 2018年8月29日発売 ISBN 978-4-592-14770-1
  5. 2019年9月27日発売 ISBN 978-4-592-16068-7
  6. 2019年9月27日発売 ISBN 978-4-592-16069-4